# Marienfenster (Bazouges-la-Pérouse)

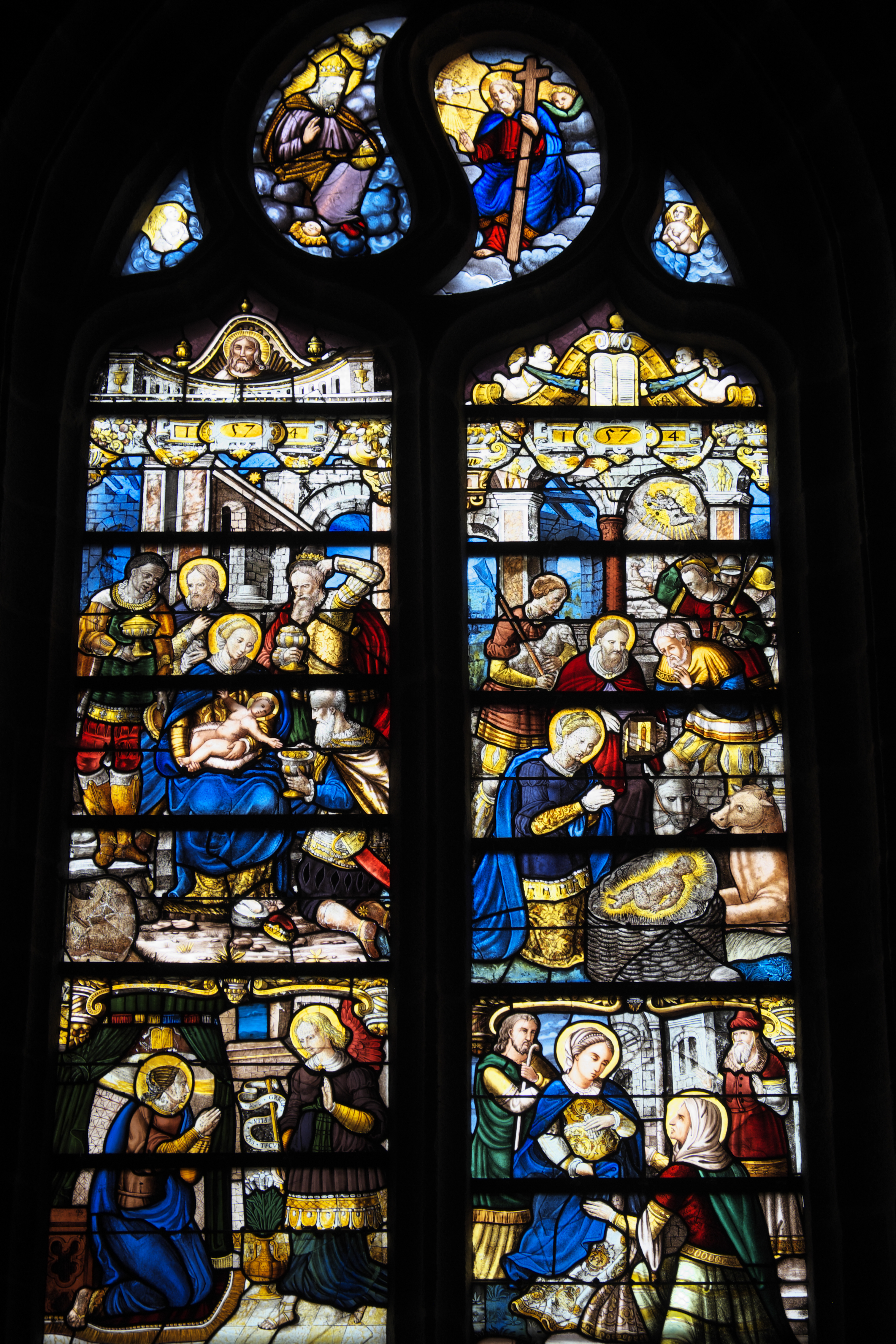
Marienfenster in Bazouges-la-Pérouse

Das Marienfenster in der katholischen Pfarrkirche St-Pierre-St-Paul in Bazouges-la-Pérouse, einer französischen Gemeinde im Département Ille-et-Vilaine in der Region Bretagne, wurde 1573/74 geschaffen. Das Bleiglasfenster wurde 1919 als Monument historique in die Liste der geschützten Objekte (Base Palissy) in Frankreich aufgenommen.
Das Fenster mit drei Lanzetten zeigt verschiedene Szenen aus dem LebenMariens: Verkündigung des Herrn, Mariä Heimsuchung, Anbetung der Hirten, Anbetung der Könige und Tod Mariens. Im Maßwerk ist Gottvater mit Krone und Christus zu sehen. 
Neben dem Marienfenster ist noch das Passionsfenster in der Kirche aus der Zeit der Renaissance erhalten.

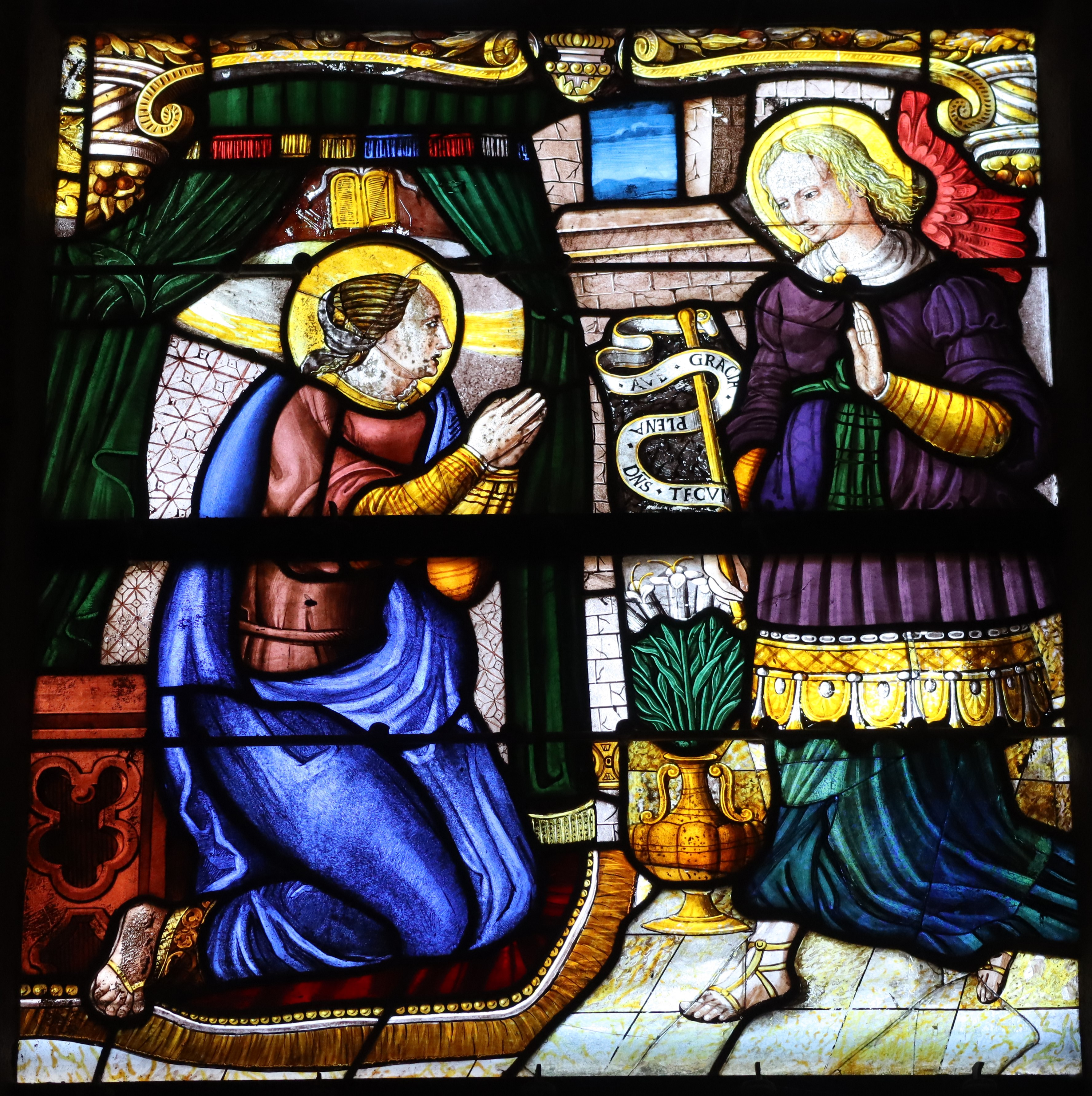
Verkündigung des Herrn
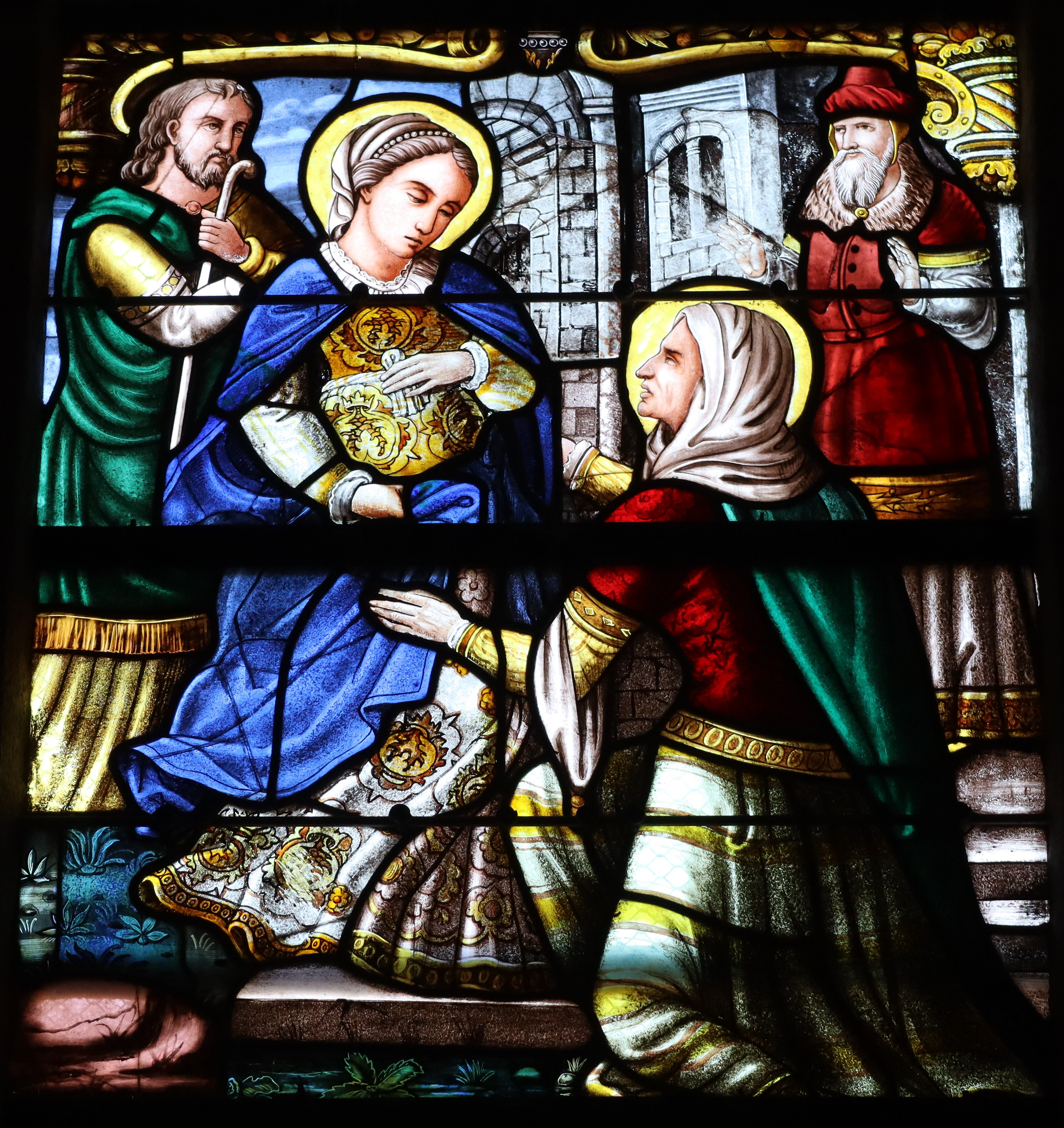
Mariä Heimsuchung
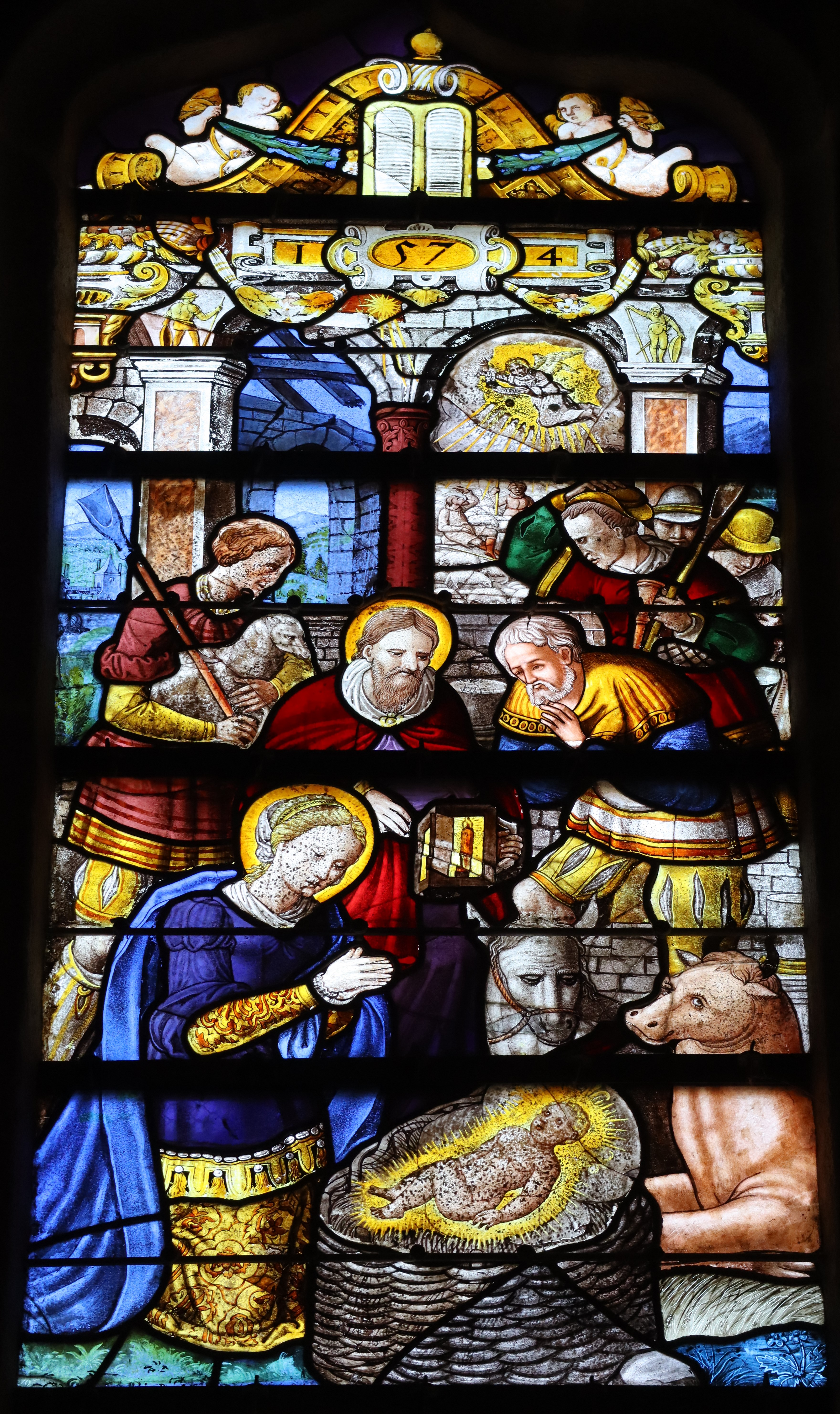
Anbetung der Hirten

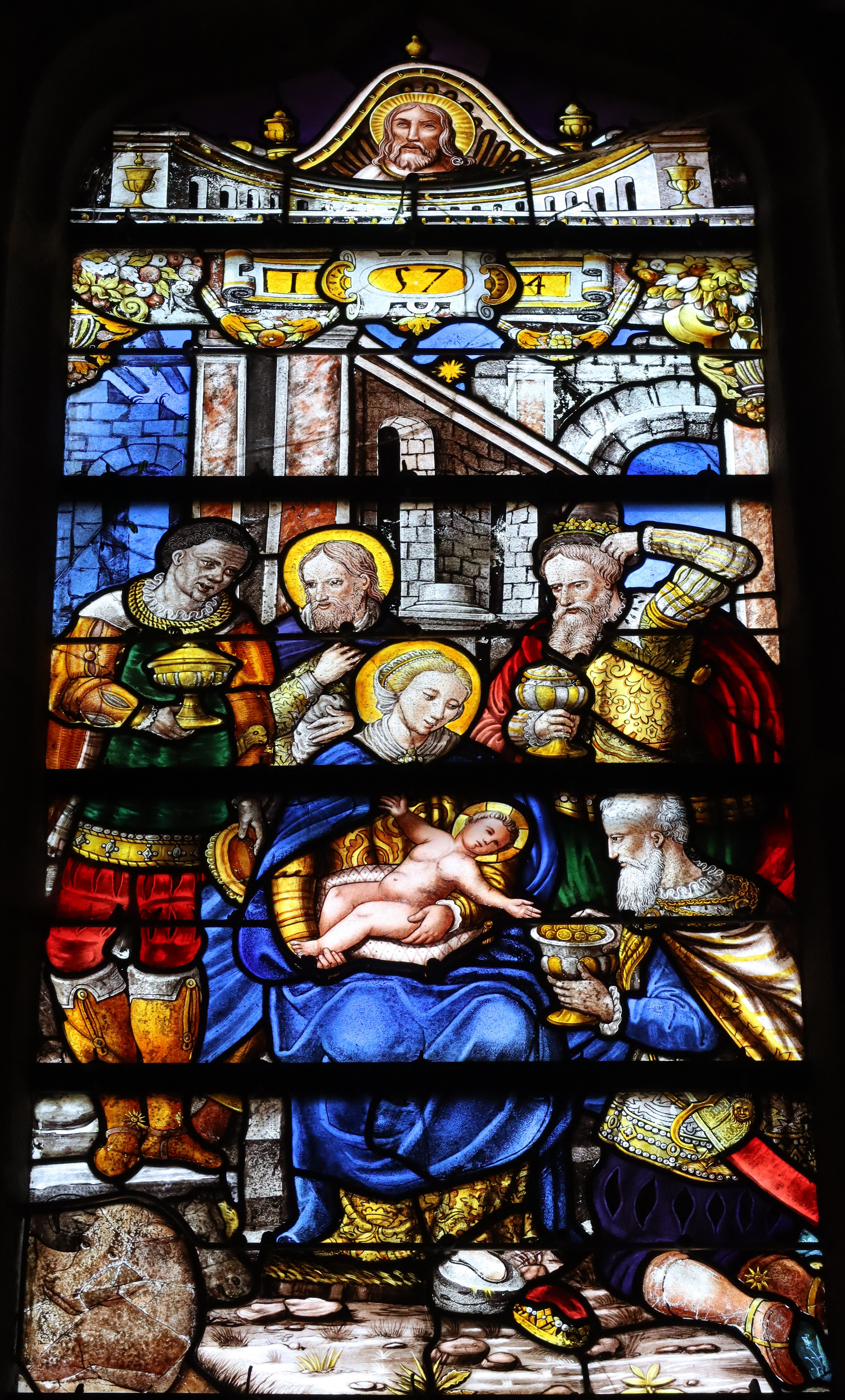
Anbetung der Könige
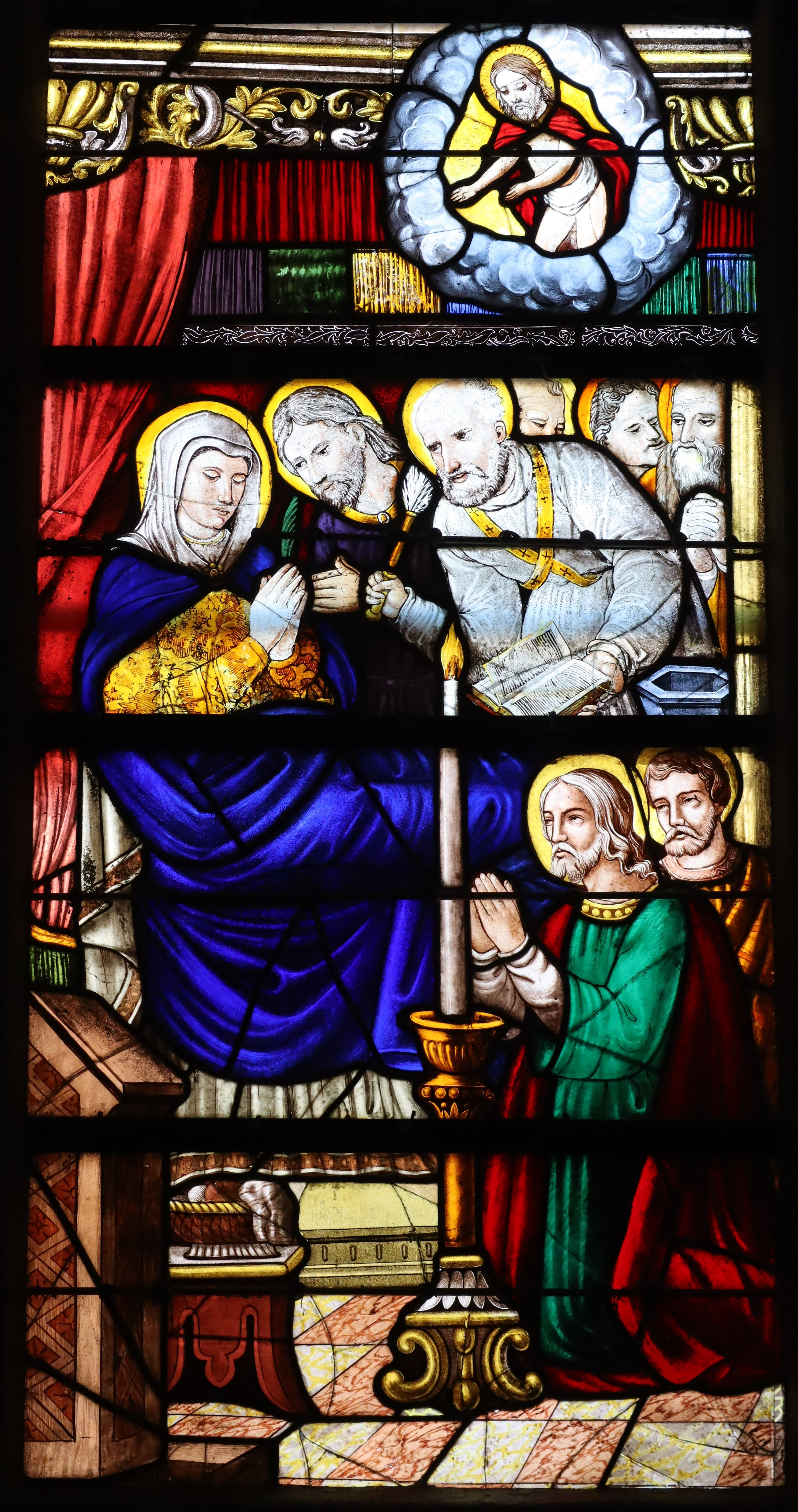
Tod Mariens